# Lolo (vattendrag i Gabon)
Lolo är ett vattendrag i Gabon, ett biflöde till Ogooué. Det rinner genom provinserna Ogooué-Lolo och Ogooué-Ivindo, i den centrala delen av landet, 400 km sydost om huvudstaden Libreville.